# Last Alliance
Last Alliance – japoński zespół rockowy powstały w Machida, Tokio.
Dotychczas wydali sześć albumów – Tears Library w 2003 roku, Underground Blue w 2004, Me and Your Borderline w 2006, The Sum w 2008 roku, Keep on Smashing Blue w 2010 oraz for staying real BLUE w 2011, ponadto na swoim koncie mają jeden mini-album. Wydali również osiem singli. Piosenki są wykonywane w języku japońskim oraz angielskim.
Zespół jest znany z piosenek umieszczonych na początku albo na końcu odcinków anime serii takich jak Ouran High School Host Club, RD Sennō Chōsashitsu, i Hajime No Ippo: New Challenger, a w szczególności z utworu Shissou (Sprint) odtwarzanego na końcu odcinków popularnej serii Ouran High School Host Club.

## Członkowie
- Ryūsuke Anzai – wokal i gitara elektryczna
- Takahiko Matsumara – wokal i gitara basowa
- Shingo Sano – gitara elektryczna
- Hiroshi Ozawa – perkusja

## Dyskografia

### Tears Library(2003)
Lista utworów:
1. Boys Don’t Cry – 3:57
2. Run into the Freedom – 3:39
3. Itsuwari no Orange (jap. 偽りのオレンジ; „Orange of Lies”) – 3:59
4. Last Alliance – 1:51
5. Rebel Fire – 2:22
6. Beautiful – 0:48
7. Planetarium (jap. プラネタリウム Puranetariamu) – 3:10
8. See You Again – 2:54
9. Sky Is Crying – 3:36
10. Hidarimuki (jap. ヒダリムキ; „Facing Left”) – 4:22
11. Equal Reason – 4:27

### Underground Blue(2004)
Lista utworów:
1. South Wind Knows – 3:44
2. Clone – 4:12
3. Solitude (jap. ソリチュード Sorichūdo) – 5:06
4. Filter (jap. フィルター Firutā) – 4:06
5. One Hot Second – 3:45
6. Musō Jidai (jap. 夢想時代; „Dream Age”) – 4:29
7. Urge – 3:34
8. Greens Sunlight – 3:46
9. Jikū Trip (jap. 時空 Trip; „Space-Time Trip”) – 5:38
10. Okizari Ace (jap. 置き去りエース; „Desertion Ace”) – 3:41
11. Lucky Luciano ni Utareru Mae ni (jap. ラッキー・ルチアーノに射たれる前に; „After Lucky Luciano Shot Me”) – 3:31
12. Truth in My Arms – 3:40
13. Tadayou Yugure ni, Kiete Yuku Hibi (jap. 漂う夕暮れに、消えてゆく日々; „Drifting in the Evening, Disappearing Every Day”) – 6:10
14. Letter – 3:58

### Me and Your Borderline(2006)
Piosenka „Spiral World” została użyty jako utwór kończący w programie japońskiej telewizji Ongaku Senshi: Music Fighter i utwory „Akai Hana” i „Jōka” zostały ponownie nagrane na limitowanej wersji albumu Keep on Smashing Blue.
Lista utworów:
1. Break a mirror – 4:35
2. Konoyubitomare – 4:00
3. Shissou (jap. 疾走; „Sprint”) – 3:54
4. Akai Hana (jap. 赤い花; „Red Flower”) – 4:25
5. Amy Syndrome (jap. エイミーシンドローム Eimi Shindorōmu) – 4:22
6. Oto no Nai Sekai (jap. 音の無い世界; „A World Without Sound”) – 4:18
7. Spiral World – 3:40
8. Zenmai (jap. ゼンマイ; „Spring”) – 4:26
9. Gray End – 5:31
10. Fantasia – 4:21
11. Lie of Eternity, Paint It Blue – 4:32
12. Prometheus (jap. プロメテウス Purometeusu) – 3:48
13. Sharing Sky (jap. シェアリングスカイ Shearingu Sukai) – 3:57
14. Jōka (jap. 浄化; „Purification”) – 5:13

### The Sum(2008)
Lista utworów:
1. Change by 1 – 3:05
2. Proud of Scar – 2:05
3. Mujūryoku Oneway Shuttle (jap. 無重力 Oneway Shuttle; „Zero-Gravity Oneway Shuttle”) – 4:18
4. Sabaku to Gensō (jap. 砂漠と幻想; „Deserts and Illusions”) – 3:36
5. Katahiza no Yogore (jap. 片膝の汚れ; „Dirty Knee”) – 3:20
6. Perfect Game – 4:30
7. Yureta Byoshin (jap. 揺れた秒針)- 4:48
8. Lonesome World (jap. ロンサムワールド Ronsamu Wārudo) – 4:15
9. Drag On – 4:33
10. World Is Mine – 3:55
11. Ameagari ni Graffiti (jap. 雨上がりにグラフィティ; „Graffiti After the Rain”) – 4:47
12. Gunjo Kurage (jap. 群青海月; „Ultramarine Jellyfish”) – 4:26

### Keep on Smashing Blue(2010)
Lista utworów:
1. Blue Lightning – 4:10
2. Everything Is Evanescent – 3:13
3. Ne(w)rotic World – 3:57
4. Loser – 1:17
5. Third Eyes Syndicate (jap. サードアイズシンジケート Sādo Aizu Shinjikēdo) – 3:45
6. Kotō no Basquiat (jap. 孤島のバスキア) – 2:13
7. Take Over – 1:32
8. Time Will Tell: Dear Youth – 3:03
9. Wing – 4:33
10. Alliance Airlines – 3:42
11. Ayatsuri (jap. あやつり) – 3:41
12. Negaikata Monshirochō ga Sora wo Mau (jap. 願イ型紋白蝶ガ宙ヲ舞ウ) – 4:28
13. Hekireki – 3:45
14. Looking for the Rainy Sky – 3:03
15. Time Capsule (jap. タイムカプセル Taimu Kapuseru) – 4:16
16. Akai Hana (Sweet Anzai Boy) (jap. 赤い花(Aweet Anzai Boy)) (Tylko na limitowanej wersji) – 4:41
17. Jōka (Angry Matsumura Boy) (jap. 浄化(Angry Matsumura Boy)) (Tylko na limitowanej wersji) – 5:13

### EP
- Kawasaki Relax (2009)

Jedyny album Last Alliance zawierający wyłącznie angielskie teksty utworów.
Lista utworów:
1. Wedge – 3:27
2. Today – 3:27
3. Days – 2:58
4. 8Heartbeat∞ – 3:08
5. Tomorrow – 3:41

### Single
- Last Alliance (2003)

Lista utworów:
1. Boys Don’t Cry – 3:57
2. Last Alliance – 1:54
3. Equal Reason – 4:27

- YG Service (2004)

Lista utworów:
1. Sketch – 3:44
2. Slow Starter (jap. スロースターター Surō Sutātā) – 4:20
3. Maboroshi Memory – 4:54

- IO (2004)

Lista utworów:
1. Solitude (jap. ソリチュード Sorichūdo) – 5:09
2. Musō Jidai (jap. 夢想時代; „Dream Age”) – 4:28
3. Melancholy – 3:35
4. Truth in My Arms – 3:38

- Re:frain (2005)

Lista utworów:
1. Color Desert – 4:53
2. Ryusei Namida (jap. 流星涙) – 4:41
3. Astrogate-0 – 4:38
4. Konoyubitomare – 4:32

- Daze&Hope (2006)

Lista utworów:
1. Shissō (jap. 疾走; „Sprint”) – 3:55
2. Fly Again, Hero – 3:28
3. Ittō Ryodan (jap. 一刀旅団; „Cut in Two with a Stroke of a Sword”) – 0:25
4. One Drop of Tear – 3:32

- Signal 004 (2007)

Lista utworów:
1. Drag On – 4:39
2. Aoi Jūsō (jap. 蒼い銃創; „Blue Gunwounds”) – 4:08
3. Mafuyu no Semi (jap. 真冬の蝉; „Midwinter Cicada”) – 4:29

- Always in My Heart (2008)

Lista utworów:
1. Katahiza no Yogore (jap. 片膝の汚れ; „Dirty Knee”) – 3:18
2. I.O.J.F.K (intro) – 1:07
3. I.O.J.F.K – 3:28

- New Dawn (2009)

Lista utworów:
1. Hekireki – 4:09
2. My Idea – 3:46
3. Rashin (jap. 羅針; „Compass”)- 4:25